# East Peoria
East Peoria ist eine Stadt (mit dem Status „City“) im Tazewell County im nördlichen Zentrum des US-amerikanischen Bundesstaates Illinois. Im Jahr 2020 hatte die Stadt 22.484 Einwohner.
East Peoria ist Bestandteil der Metropolregion um die Stadt Peoria.

## Geografie
East Peoria liegt am linken Ufer des Illinois River gegenüber von Peoria, dem Zentrum der Region. Die Stadt East Peoria liegt auf 40°39′58″ nördlicher Breite und 89°34′48″ westlicher Länge und erstreckt sich über 54 km², die sich auf 49 km² Land- und 5 km² Wasserfläche verteilen. Die nördlichen Stadtteile von East Peoria grenzen an den Peoria Lake, einer natürlichen Weitung des Illinois River.
Nachbarorte sind Peoria (4,1 km nordwestlich bis zum Stadtzentrum), Germantown Hills (15,2 km nordöstlich), Washington (19,9 km ostnordöstlich), Morton (13,5 km südöstlich), Groveland (9,3 km südsüdöstlich) und North Pekin (7,3 km südwestlich).
Die nächstgelegenen größeren Städte neben Peoria sind Chicago (251 km nordöstlich), Indianas Hauptstadt Indianapolis (334 km südöstlich), Illinois’ Hauptstadt Springfield (113 km südlich), St. Louis in Missouri (268 km südsüdwestlich), Iowas Hauptstadt Des Moines (426 km westnordwestlich) und die Quad Cities (162 km nordwestlich).

## Verkehr

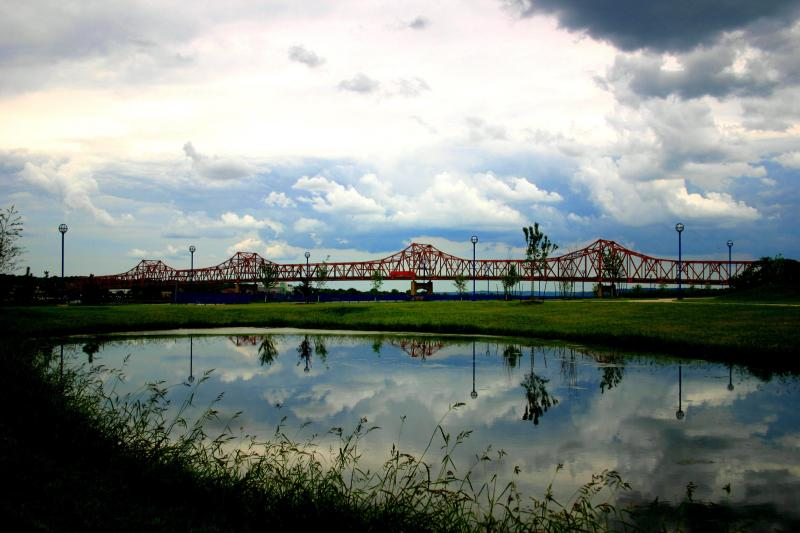
Murray Baker Bridge

In nordwest-südöstlicher Richtung verläuft die Interstate 74 durch die Stadtzentren von Peoria und East Peoria, die über die Murray Baker Bridge verbunden sind. Die Fernstraße bildet die schnellste Verbindung von Indianapolis zu den Quad Cities. Als südliche und westliche Umgehungsstraße um beide Städte zweigt im Südosten des Stadtgebiets von East Peoria die Interstate 474 ab. Aus nordöstlicher Richtung führt der U.S. Highway 150 in das Stadtzentrum, beschreibt dort einen spitzen Winkel und führt in südwöstlicher Richtung wieder aus der Stadt hinaus. Der nördliche Rand der Stadt wird vom U.S. Highway 24 gebildet. Die Illinois State Routes 8, 29, 40 und 116 treffen im Stadtzentrum zusammen.
In East Peoria treffen mehrere Eisenbahnlinien verschiedener Betreibergesellschaften zusammen.
Der nächstgelegene Flughafen ist der General Wayne A. Downing Peoria International Airport, der sich 12,5 km westlich von East Peoria befindet.

## Geschichte
Von der prosperierenden Stadt Peoria wurde 1848 eine mautpflichtige Brücke auf das gegenüber liegende Ufer errichtet. Die kleine Siedlung Coleville entstand.
Im Jahr 1864 wurde in der Nähe von Coleville die Siedlung Bluetown auf zuvor trockengelegten Sumpfland gegründet. Die Siedler kamen aus dem Elsass und aus Lothringen. 1869 wurde der Ort in Hilton umbenannt.
1884 wurden beide Siedlungen vereinigt und als Hilton zu einer selbstständigen Gemeinde mit dem Status „Village“ erhoben. 1889 wurde der Name in East Peoria geändert. 1919 erfolgte die Verleihung des Status „City“.

## Demografische Daten
Nach der Volkszählung im Jahr 2010 lebten in East Peoria 23.402 Menschen in 9862 Haushalten. Die Bevölkerungsdichte betrug 477,6 Einwohner pro Quadratkilometer.
Ethnisch betrachtet setzte sich die Bevölkerung zusammen aus 95,4 Prozent Weißen, 1,0 Prozent Afroamerikanern, 0,3 Prozent amerikanischen Ureinwohnern, 1,0 Prozent Asiaten sowie aus anderen ethnischen Gruppen; 1,7 Prozent stammten von zwei oder mehr Ethnien ab. Unabhängig von der ethnischen Zugehörigkeit waren 2,2 Prozent der Bevölkerung spanischer oder lateinamerikanischer Abstammung.
In den 9862 Haushalten lebten statistisch je 2,33 Personen.
21,5 Prozent der Bevölkerung waren unter 18 Jahre alt, 61,5 Prozent waren zwischen 18 und 64 und 17,0 Prozent waren 65 Jahre oder älter. 51,5 Prozent der Bevölkerung war weiblich.

Das jährliche Durchschnittseinkommen eines Haushalts lag bei 51.841 USD. Das Pro-Kopf-Einkommen betrug 27.549 USD. 8,4 Prozent der Einwohner lebten unterhalb der Armutsgrenze.